# ديفيد لويد (لاعب كرة مضرب)
ديفيد لويد (بالإنجليزية: David Lloyd)‏ هو لاعب كرة مضرب بريطاني، ولد في 3 يناير 1948 في لي أون سي ‏ في المملكة المتحدة.

## وصلات خارجية
- دايفيد لويد على موقع رابطة محترفي التنس (الإنجليزية)
- دايفيد لويد على موقع الاتحاد الدولي لكرة المضرب (الإنجليزية)
- دايفيد لويد على موقع كأس ديفيز (الإنجليزية)
- دايفيد لويد على موقع خلاصة التنس.كوم (الإنجليزية)